# Selena Steele
Pour les articles homonymes, voir Steele.
Selena Steele, née le 17 janvier 1961 à Los Angeles, est une actrice de films pornographiques américaine.

## Biographie
Selena commence sa carrière comme danseuse dans des clubs de striptease à travers le pays pour revenir en Californie pour faire des films X.
Durant sa période de danseuse elle prétend avoir eu des relations sexuelles qui la motiveront à faire des films X en 1988. Elle fut révélée par John Leslie pour les productions VCA dans le film de Curse of the Catwoman (1992) pour lequel Leslie sera récompensé.
Ses performances étaient essentiellement vaginales et orales, c'est en 1993 dans le film Steele Butt qu'elle fait sa première scène anale.
Elle participera à la série Gangbang Girl.
Steele tourne dans plus de quarante films, puis elle disparaît de l'industrie du X jusqu'en 2000, année où elle y revient et travaille de nouveau pour VCA dans Jim Holliday productions. Selena fait plus de scènes anales et apparaît dans les films pour les actrices plus matures, dites MILF (Mother I'd like to fuck).

## Récompenses
- 1992 : AVN Award de la meilleure actrice dans un second rôle (Best Supporting Actress - Video) pour Sirens[3]
- 2003 : XRCO Hall of Fame
- 2007 : AVN Hall of Fame

## Filmographie sélective
- Curse of the Catwoman, (1992)
- Best of Raunch, (1992)
- Curse of the Catwoman, (1992)
- Gangbang Girl 7, 8, (1992)
- Lez Go Crazy, (1992)
- Sorority Sex Kittens 1, 2 (1992)
- Deep Inside Centerfold Girls (1991)
- Sirens, (1991)
- The Last Resort, (1990)
- Oh What a Night, (1990)
- Playin' Dirty, (1990)
- The Tease, (1990)
- The Chameleon, (1989)
- Raunch 2 (1989)
- Slick Honey, (1989)
- Hate to See You Go, (1988)